# Zakaj umreti za Danzig?
Zakaj umreti za Danzig? (Pourquoi mourir pour Dantzig?) je francoski politični slogan, ki podpira politiko popuščanja (Hitlerju). Neposredno pred izbruhom druge svetovne vojne ga je skoval francoski fašistični simpatizer, pisatelj Marcel Déat.

## Članek
Besedna zveza izvira iz naslova članka ("Mourir pour Dantzig?") francoskega neosocialističnega pisatelja Marcela Déata, ki je bil objavljen 4. maja 1939 v pariškem časopisu L'Œuvre.  Tema članka je bil en izmed ultimatov, ki ga je nacistična Nemčija dala drugi poljski republiki, in je zahteval, da Poljska Nemčiji da svobodno mesto Danzig (danes Gdansk). Déat je v članku zagovarjal ugoditev ultimatu Nemčije, kar naj bi pomirilo Hitlerjeve apetite. Trdil je, da Francija nima interesa braniti Poljske, Hitler pa naj bi po predaji Gdanska (ki ga po mnenju avtorja upravičeno zahteva) bil zadoščen. Poljake je Déat označil za »vojne hujskače«, ki Evropo vlečejo v vojno, rekel, da Francozi ne bi smeli umirati za »neodgovorno poljsko politikanstvo« in izrazil dvome, da bi se Poljska lahko borila dolgo časa. Déat je zapisal: »Boriti se skupaj z našimi poljskimi prijatelji za skupno obrambo naših ozemelj, naše lastnine, naših svoboščin, to je perspektiva, ki si jo lahko pogumno zamislimo, če naj prispeva k ohranjanju miru. Toda umreti za Danzig - ne!«

## Vpliv
Mnenja o pomenu in vplivu slogana so različna. Članek Déata in več podobnih prispevkov so opazili francoski in tuji diplomati ter vladni uradniki. To je izzvalo sporočila za javnost francoskega premierja Édouarda Daladierja in zunanjega ministra Georgesa Bonneta, ki sta potrdila podporo poljsko-francoskemu zavezništvu in opozorila, slogan ne predstavlja večinskega mnenja ne francoske javnosti in ne vlade.
Henry Kissinger je sloganu pripisal demoralizacijo Francozov leta 1940, zgodovinar David Gordon trdi, da je to do tarkat bilo marginalno občutje.  Zgodovinar Julian T. Jackson se strinja in ugotavlja, da so slogan sicer prevzele nekatere ekstremistične skupine, kot je Britanska ljudska stranka, v času pisanja pa je večinoma naletel na gluha ušesa. Po mnenju zgodovinarja Karola Górskega sta Déatov članek in iz njega izhajajoči slogan imela delno priljubljenost v Franciji in tujini, medtem pa drugi navajajo skupine, v katerih je postal priljubljen; francoska inteligence, skrajna desnica in izolacionisti. Med širšo javnostjo pa ni bil priljubljen; Thomas Sowell navaja françosko javnomnenjsko raziskavo, po kateri je 76 odstotkov javnosti podpiralo začetek vojne za Gdansk. 
Še posebno na Poljskem je slogan bil sprejet zelo negativno. Kot fraza »umierać za Gdańsk« se je uveljavil tudi v poljščini, kjer se uporablja za opisovanje argumenta s katerim se nihče ne bi smel strinjati. Uporablja se tudi v sodobnem času. Več sodobnih poljskih virov trdi, da je slogan predstavljal prevladujoče javno mnenje Francozov in tudi Britancev, ki se večinsko naj ne bi bili pripravljeni boriti za svojo zaveznico. Slogan se občasno pojavlja tudi v sodobni francoščini in angleščini. Leta 1939 pa je slogan hitro prevzela propaganda nacistične Nemčije in se je uporabljala v oddajah v francoskem jeziku v času lažne vojne.
Ko je Nemčija porazila Francijo in vzpostavila vichyjevski režim, je Déat postal zagovornik fašizma in kolaborator nacistov. Pri tem je šel tako daleč, da je v nacistični Nemčiji iskal podporo za svojo fašistično stranko, ki je bila bolj radikalna od vichyjevskega režima.